# Hallis
Hallis (finska: Halinen) är en stadsdel i Åbo i det finländska landskapet Egentliga Finland. År 2016 fanns det 3 571 invånare i Hallis. Området är känt för Hallisforsen samt Hallis damm, byggd 1972. Den största delen av områdets bebyggelse består av egnahemshus och radhus. Det finns också ganska stora obebyggda naturområden i Hallis.
Hallis hörde ursprungligen till S:t Marie kommun men anslöts till Åbo 1944.

## Historia
Det fanns en kvarn vid Hallisforsen redan på 1300-talet. Områdets äldsta bosättning finns på Hallis bybacke, som har varit bebott sedan järnåldern. Aura ås mynning låg vid Hallis på 800-talet. I Hallis by i S:t Marie socken fanns tre gårdar år 1560: Tätilä (senare Kreula), Kallonen (nuvarande Komonen) och Löytänä (numera Koski-Frantsi).
De nuvarande byggnaderna på bybacken härstammar från 1800-talet och början av 1900-talet. Hallis bybacke, tillsammans med Hallisforsen och Åbo vattenverk, bildar en värdefull byggd kulturmiljö av riksintresse och området är därmed skyddat.

### Vattenkraft
Hallis kvarn var i drift vid forsen i ungefär 600 år. Första gången kvarnen nämns i handlingarna är 1352. Hallis fors säkrade vattenkraften till hela tre spannmålskvarnar samtidigt. Där fanns också en stampkvarn för klädtillverkning från 1540-talet till 1600-talet, samt en valkkvarn för en sämskmakare på 1600-talet. Under 1800-talet fanns en benkvarn och en färgfabrik, medan en snickarverkstad och ett sågverk existerade mellan 1901 och 1905.
Benkvarnen förstördes i en brand 1929 och kvarnbyggnaderna brann ned under Fortsättningskriget år 1942.

## Bilder

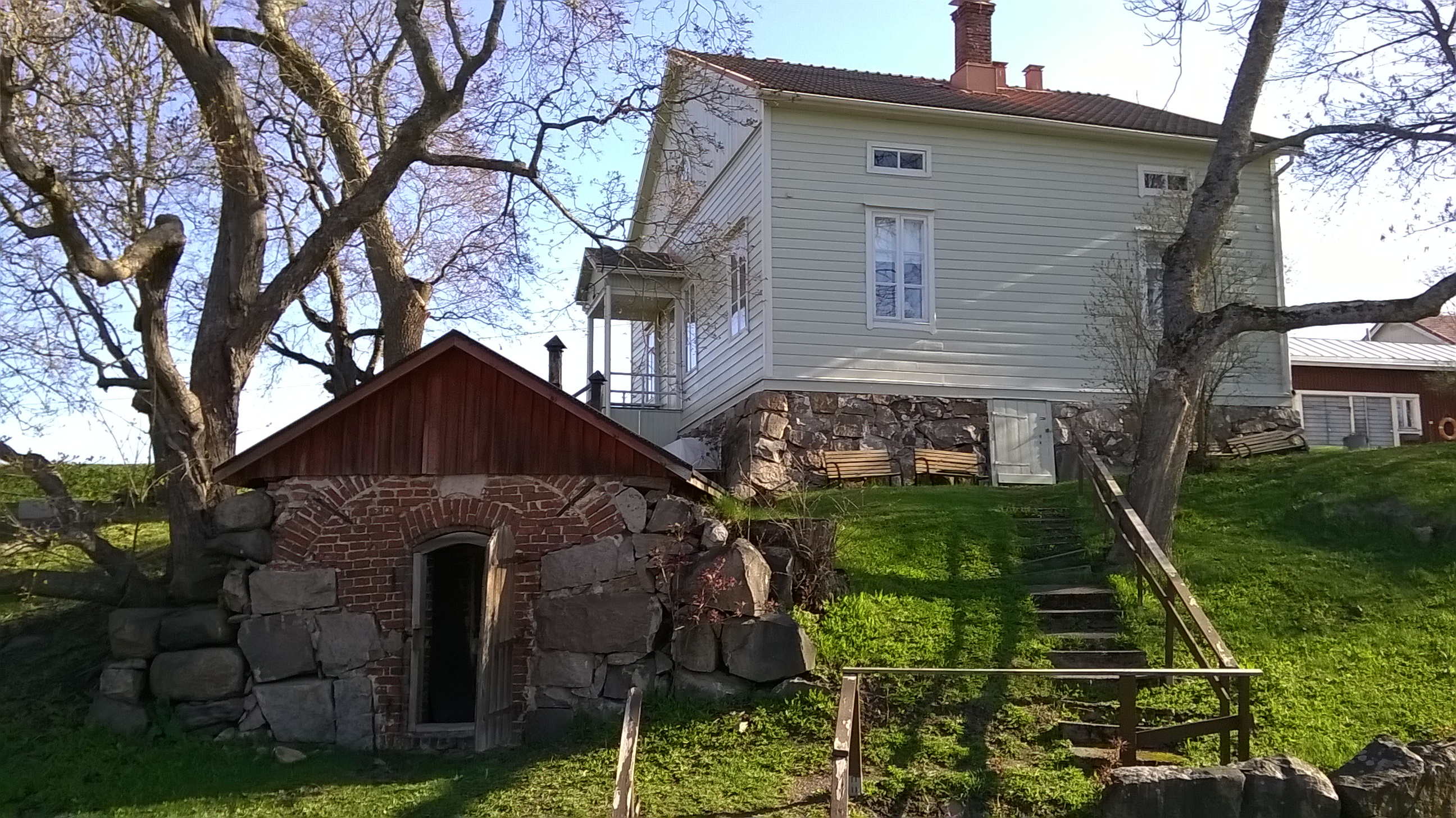
Mjölnares hus i Hallis.
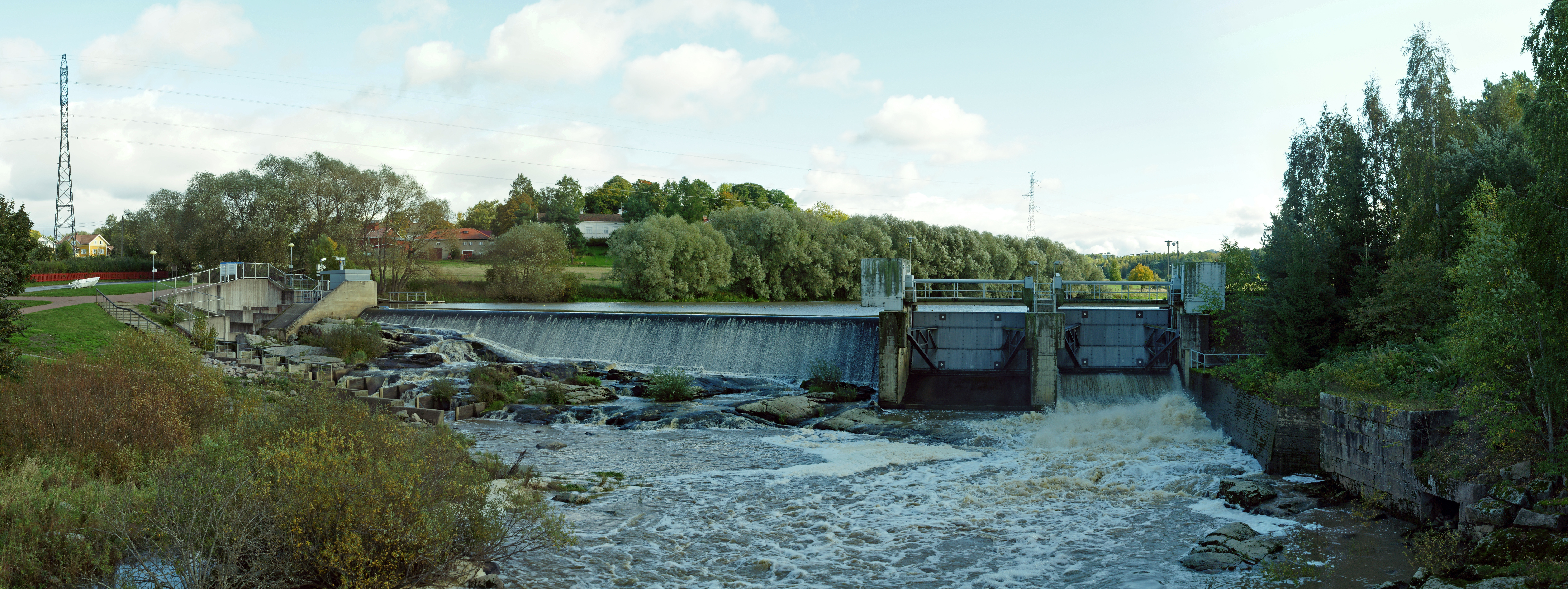
Hallis damm.
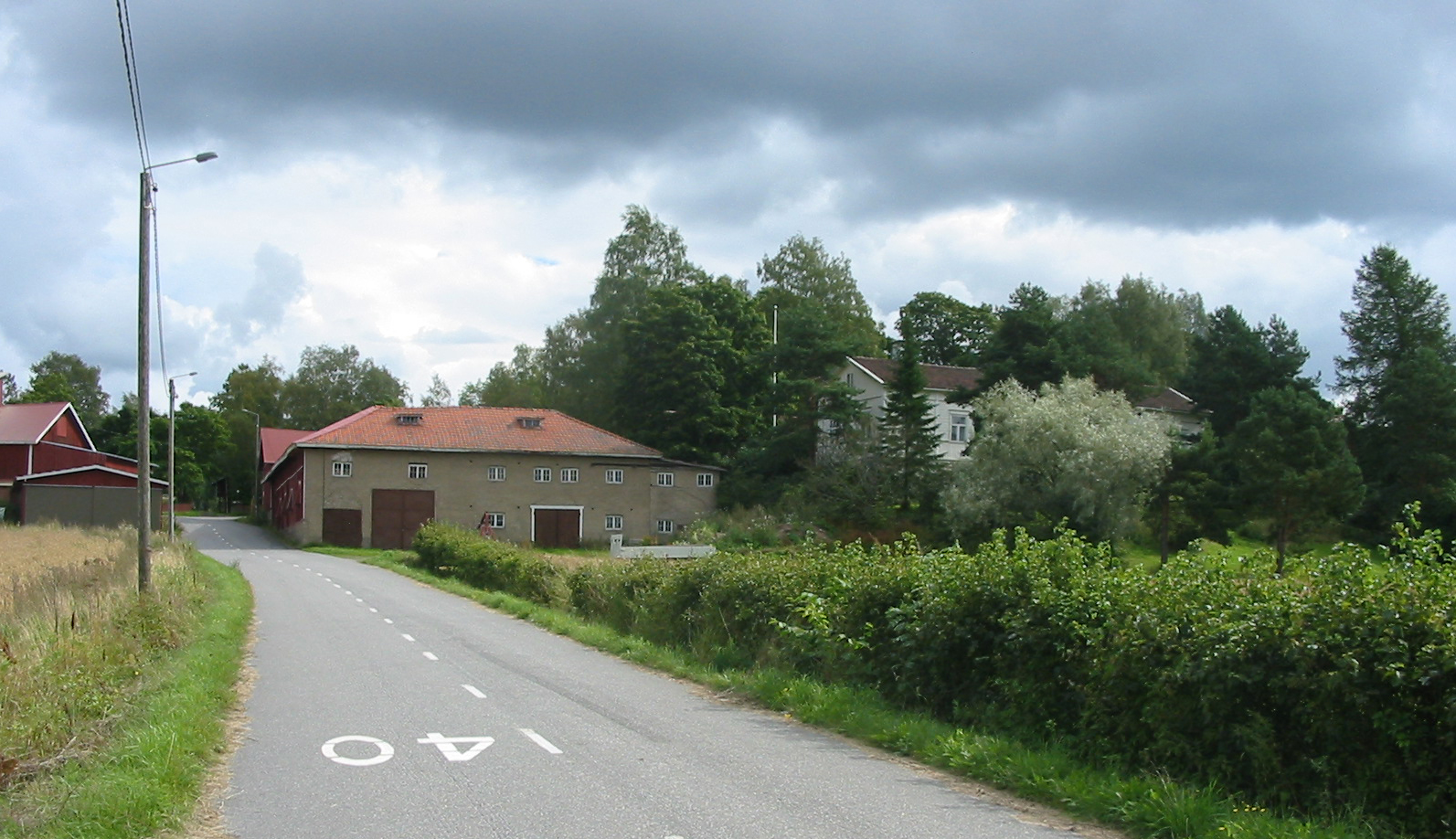
Hallis bybacke.
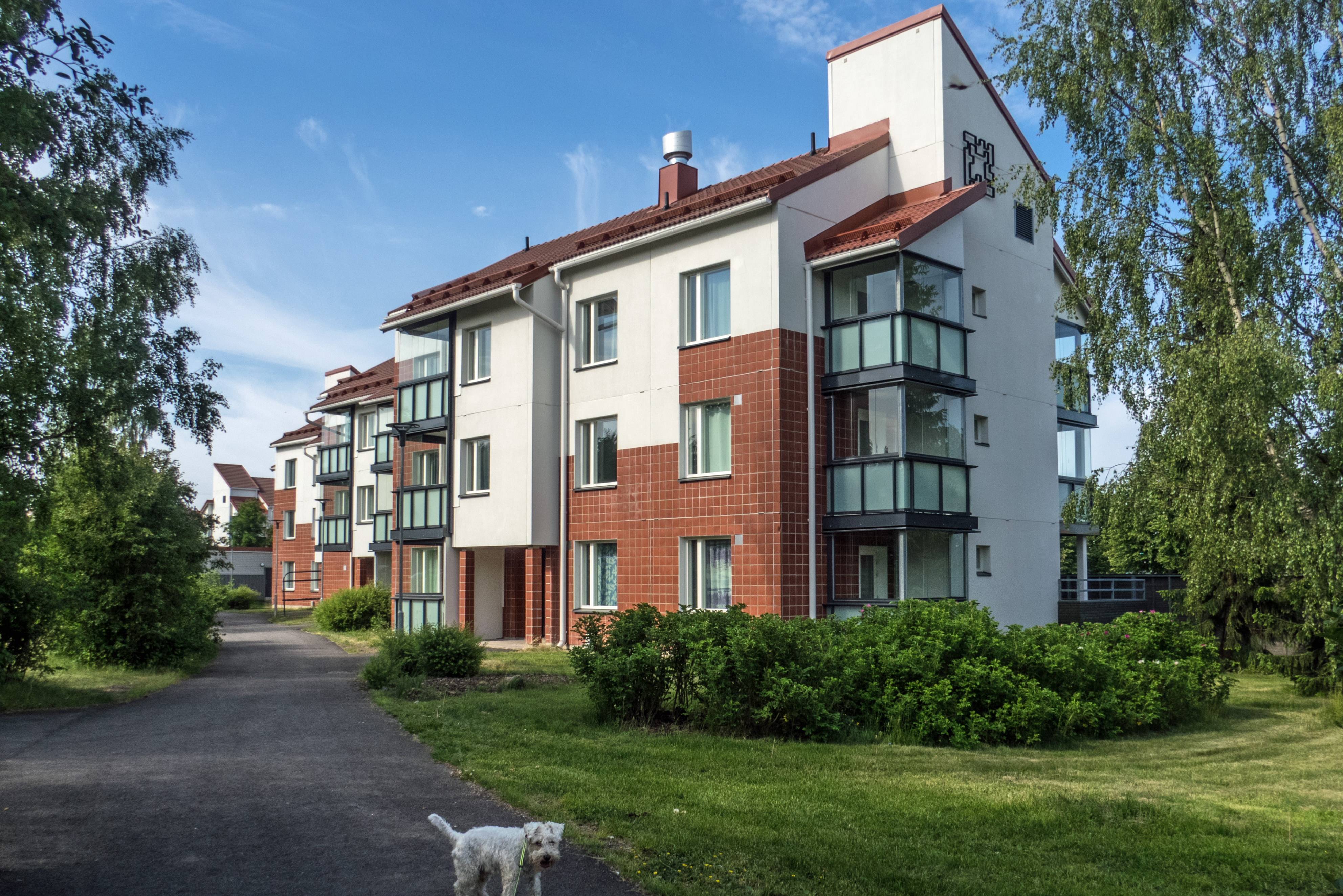
Studentbostäder i Hallis.